# Epicedia trimaculata
Epicedia trimaculata là một loài bọ cánh cứng trong họ Cerambycidae.